# Буймечень
Буймечень, Буймечені (рум. Buimăceni) — село у повіті Ботошані в Румунії. Входить до складу комуни Албешть.
Село розташоване на відстані 367 км на північ від Бухареста, 32 км на схід від Ботошань, 68 км на північний захід від Ясс.

## Населення
За даними перепису населення 2002 року у селі проживали 857 осіб.
Національний склад населення села:
| Національність | Кількість осіб | Відсоток |
| -------------- | -------------- | -------- |
| румуни         | 830            | 96,8%    |
| цигани         | 26             | 3,0%     |

Рідною мовою назвали:
| Мова      | Кількість осіб | Відсоток |
| --------- | -------------- | -------- |
| румунська | 848            | 98,9%    |
| циганська | 9              | 1,1%     |